# Entoloma ferruginans
La Entoloma ferruginans es una especie de hongo descrita por primera vez por Charles Horton Peck en 1895, a partir de un espécimen tipo recolectado bajo robles en Pasadena, California.
El sombrero, de color grisáceo, puede alcanzar hasta 12 centímetros de ancho. El tallo mide 15 cm de largo y hasta 4 cm de grosor. La impresión de esporas es rosada. Su olor recuerda al de una piscina con cloro, lo que le ha valido el nombre común de entoloma clorado. Se asemeja a otras especies de su mismo género, siendo necesario realizar pruebas de ADN para diferenciarlo de E. cinereolamellatum.
Vive en asociación micorrízica con robles vivos al sur de la Bahía de San Francisco, y se encuentra entre diciembre y febrero.